# Intermediate eXperimental Vehicle
Pour les articles homonymes, voir IXV.
L’Intermediate eXperimental Vehicle ou IXV, en français Véhicule expérimental intermédiaire, anciennement Pre-X, est un véhicule spatial expérimental de type corps portant développé pour accroitre la maîtrise de la rentrée atmosphérique planée. Initialement développé par le Centre national d'études spatiales (CNES) français, le projet a été rattaché par la suite au programme FLPP de l'Agence spatiale européenne (ESA), destiné à préparer les nouvelles générations de lanceurs et de véhicules européens. Les objectifs poursuivis portent sur la technologie du bouclier thermique, le pilotage d'un engin durant une rentrée atmosphérique à vitesse hypersonique et la mise au point des modèles utilisés pour reproduire ces phases du vol. L'IXV est un engin spatial de petite taille (5 mètres de long pour une masse de 2 tonnes). L'engin a effectué un vol suborbital le 11 février 2015, lancé par une fusée Vega, pour tester toutes les phases d'une rentrée atmosphérique.
La suite du projet est assurée par le Space Rider, qui est une mini navette spatiale automatique capable de se poser sur une piste d'atterrissage.

## Objectifs
L'IXV est un projet de l'ESA qui a pour but de valider les technologies de rentrée atmosphérique dans le cadre du programme FLPP. Ce programme de recherche technologique est centré sur la mise au point des technologies pour les futurs lanceurs européens. Le FLPP est notamment à l'origine du démonstrateur de rentrée atmosphérique Atmospheric Reentry Demonstrator (ARD) lancé en 1998. Le Véhicule expérimental intermédiaire, équipé comme un laboratoire volant, doit effectuer une rentrée atmosphérique, contrôlée aérodynamiquement, au cours de laquelle de nombreux paramètres seront enregistrés.
Les objectifs de l'IXV portent sur la mise au point d'instruments et de processus mis en œuvre au cours d'une rentrée atmosphérique :
- instrumentation aérodynamique et aérothermodynamique ;
- protections thermiques et structures chaudes ;
l'IXV est équipé d'une large gamme de systèmes de protection thermiques (matériaux, concepts) tels que des composites en céramique et des matériaux ablatifs pour mesurer leurs performances dans des conditions réelles de vol ;
- contrôle du vol hypersonique : guidage, navigation et contrôle, moteurs de contrôle d’attitude et gouvernes aérodynamiques ;
l'IXV est le premier engin spatial européen contrôlé grâce à une combinaison de volets et de propulseurs mis en œuvre grâce à des algorithmes avancés de guidage s'appuyant sur les données de centrales à inertie et des récepteurs GPS ;
- modélisation des phénomènes aérodynamiques et thermiques se produisant durant la rentrée atmosphérique dont la maîtrise permettrait de réduire les marges de sécurité incorporée dans la conception de ce type d'engin.

## Historique
Les premières études financées par l'Agence spatiale européenne et portant sur le comportement des engins spatiaux durant leur rentrée atmosphérique débouchent sur le développement de l'ARD (Atmospheric Reentry Demonstrator). Cet engin spatial, analogue à une capsule Apollo, effectue un vol couronné de succès en 1998. De son côté, l'agence spatiale française, le CNES, met sur pied en 2005 le programme Pre-X dont l'objectif est le développement d'un démonstrateur de type corps portant pour tester une rentrée atmosphérique en vol plané. Les caractéristiques aérodynamiques de cet engin sont reprises dans le programme de démonstrateur de rentrée atmosphérique IXV de l'Agence spatiale européenne. Une phase complémentaire de conception est tout d'abord réalisée sous la houlette de NGL Prime, avec comme principaux partenaires Astrium Space Transportation et Dassault. Puis, le 16 juin 2009, l'ESA confie le développement de l'IXV à la société Thales Alenia Space. Le 16 décembre 2011, l'ESA annonce que l'IXV sera lancé par le nouveau lanceur léger européen Vega depuis le Centre spatial guyanais, le 18 novembre 2014,. Le programme Expert (EXPErimental Reentry Testbed) a été utilisé pour tester en soufflerie les volets utilisés pour l'IXV, pendant les deux minutes les plus chaudes du vol qui durera 15 minutes,,. Le coût du programme est évalué à 150 millions d'euros sans le lanceur. Le vol était prévu initialement le 18 novembre 2014, mais l'ESA a été contrainte de reporter le lancement car la trajectoire du lanceur représentait un risque pour le territoire guyanais en cas de défaillance durant les premières phases du vol,.

### Le vol du 11 février 2015
L'IXV a été lancé le 11 février 2015 et placé sur une trajectoire suborbitale par une fusée Vega tirée depuis la base de Kourou à 13 h 40 (heure TU). La mission s'est déroulée comme prévu. L'engin spatial devait se séparer de son lanceur à une altitude de 320 km. Après avoir atteint une altitude d'environ 450 km et une vitesse d'environ 7,5 km/s, l'IXV a alors entamé sa rentrée atmosphérique au-dessus de l'océan Pacifique à une altitude de 120 km. Durant son retour sur Terre il devait explorer toutes les phases typiques d'une mission orbitale revenant au sol avec des périodes de vol hypersoniques et supersoniques. Une fois sa vitesse fortement réduite par le freinage atmosphérique, il a déployé un parachute avant d'amerrir en douceur dans l'océan Pacifique où il a été récupéré par un navire. L'ensemble du vol a eu une durée d'environ 1 heure 39 minutes. Durant celui-ci, l'IXV a été suivi par un centre de contrôle installé à Turin en Italie (Advanced Logistics Technology Engineering Centre ou ALTEC). Les données en vol ont été collectées par deux antennes paraboliques fixes situées à Libreville (Gabon) et à Malindi (Kenya) ainsi qu'une antenne située sur le navire chargé de le recueillir.

Démonstrateur IXV après son vol de février 2015
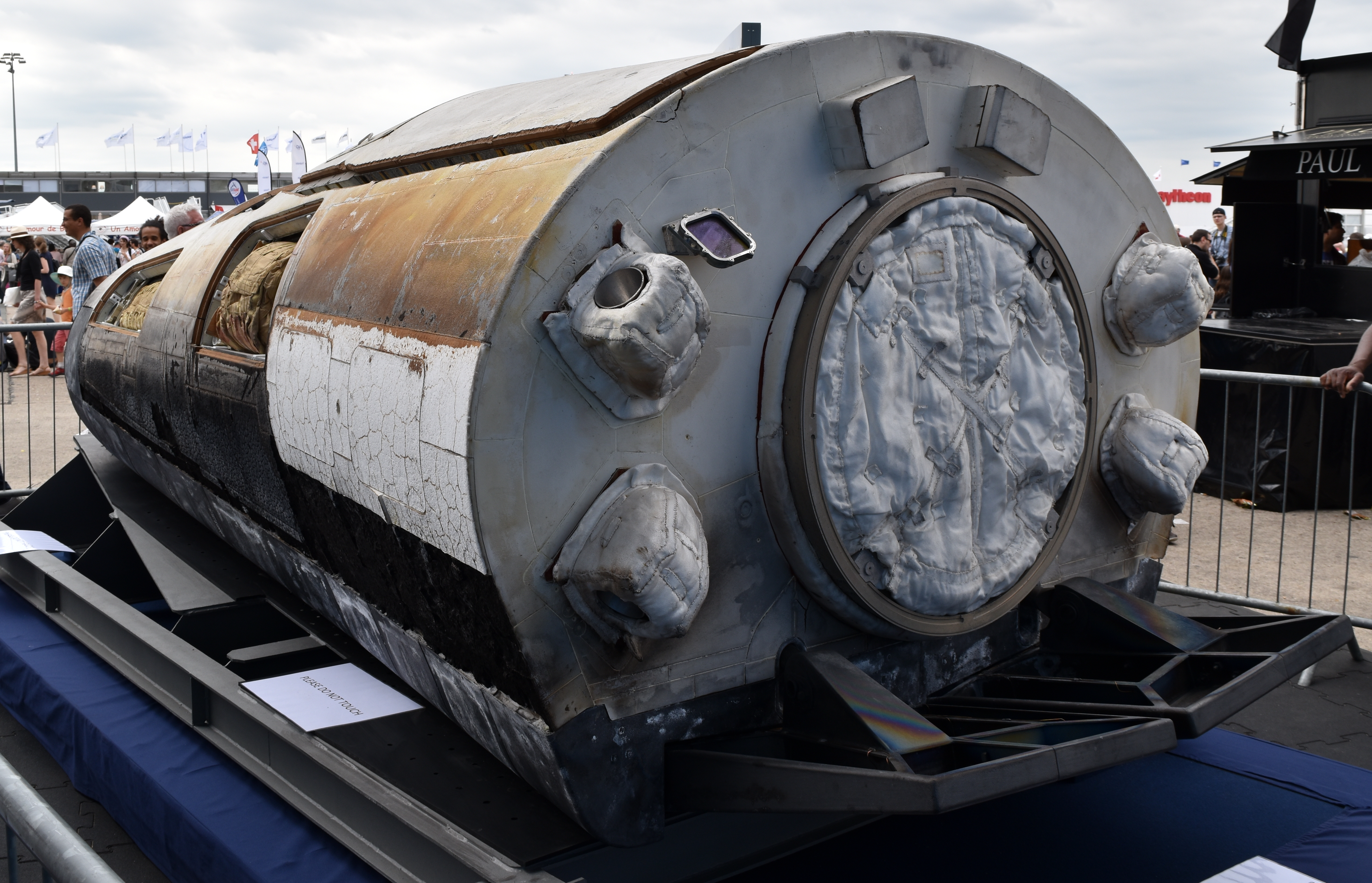
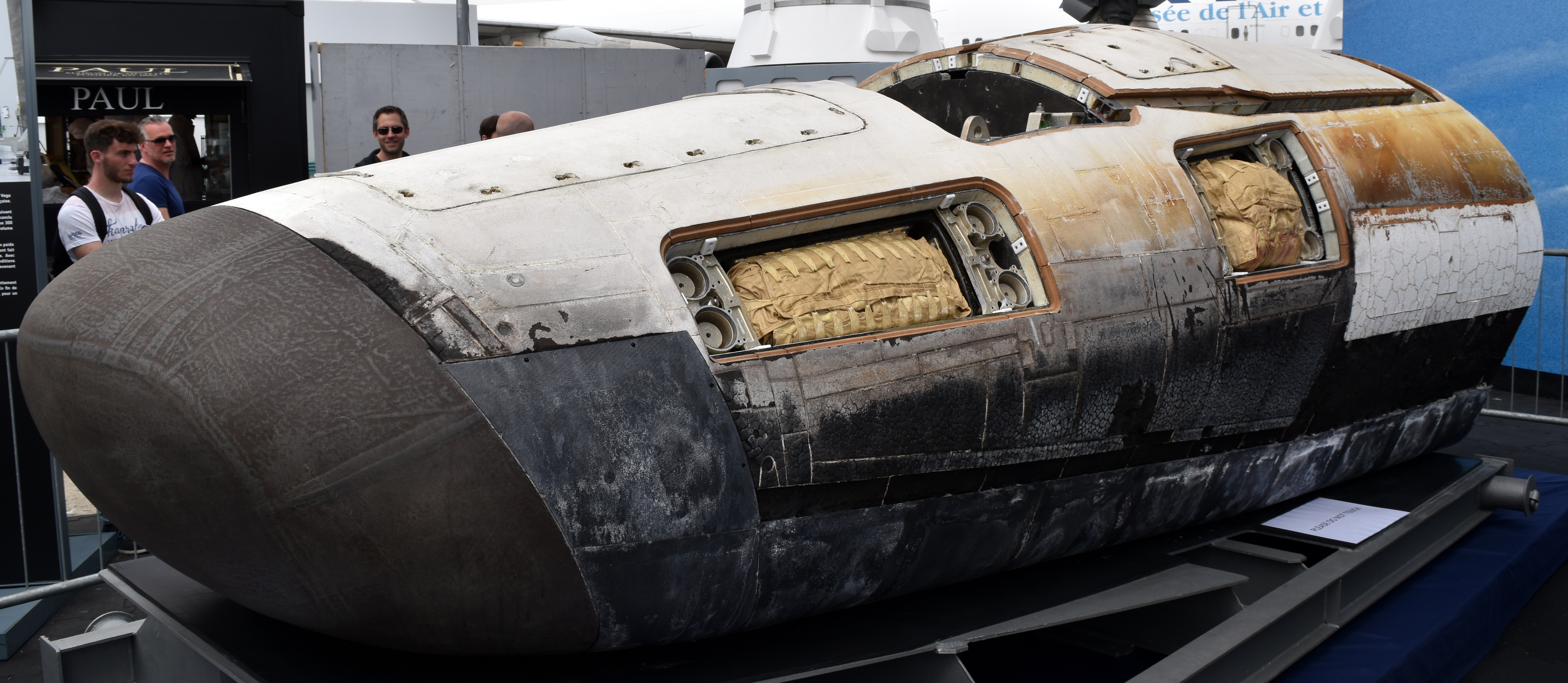

## Suite du programme IXV

### Second vol
Le successeur de l’IXV devait revoler en 2019 en tant que véhicule pré-opérationnel ISV (Innovative Space Vehicle), capable de se poser sur une piste en dur,.

### Le démonstrateur PRIDE
Une suite doit être donnée à l'IXV : le projet Pride (Programme for Reusable In-orbit Demonstrator in Europe c'est-à-dire Programme pour un démonstrateur orbital réutilisable européen) a été approuvé par l'Agence spatiale européenne. Contrairement à l'IXV, ce nouveau prototype sera en mesure d'atterrir sur une piste comme un avion. Par ses caractéristiques il devrait être assez proche de la mininavette américaine X-37B. Le rôle d'un engin de ce type n'a pas encore été précisément fixé mais il devrait sans aucun doute tester de nouvelles technologies avant leur déploiement à bord de satellites. Les pays membres de l'agence spatiale devraient se rencontrer en 2015 pour préciser le programme de Pride.

## Caractéristiques techniques
IXV est un corps portant dépourvu d'ailes mais disposant de deux volets fixés dans le prolongement du fuselage pour contrôler son vol durant la rentrée atmosphérique. IXV dispose d'un système de contrôle d'orientation pour adapter sa trajectoire en orbite. L'engin spatial amerrit suspendu à des parachutes. L'engin spatial est long de 5 mètres, haut de 1,5 mètre et large de 2,2 mètres pour une masse de 2 tonnes. Pour contrôler le profil de vol, l'IXV utilise ses deux volets ainsi que quatre moteurs-fusées de 400 newtons de poussée placés à l'arrière du corps portant. Ces propulseurs ont déjà été mis en œuvre sur les étages supérieurs du lanceur Ariane 5. Il s'agit de moteurs à ergols liquides utilisant de l'hydrazine. Pour remplir son objectif de démonstrateur technologique, l'IXV est équipé avec près de 250 capteurs placés à différents endroits de la surface de la coque : 37 capteurs de pressions, 194 capteurs de température, 12 capteurs de déplacement et 48 capteurs mesurant les efforts subis par la coque ou d'autres données comme la caméra infrarouge placée sur l'arrière. Ces capteurs sont scindés en deux sous-ensembles : ceux qui sont utilisés pour analyser l'aérodynamisme du véhicule et ceux qui s'intéressent aux contraintes thermiques subies.

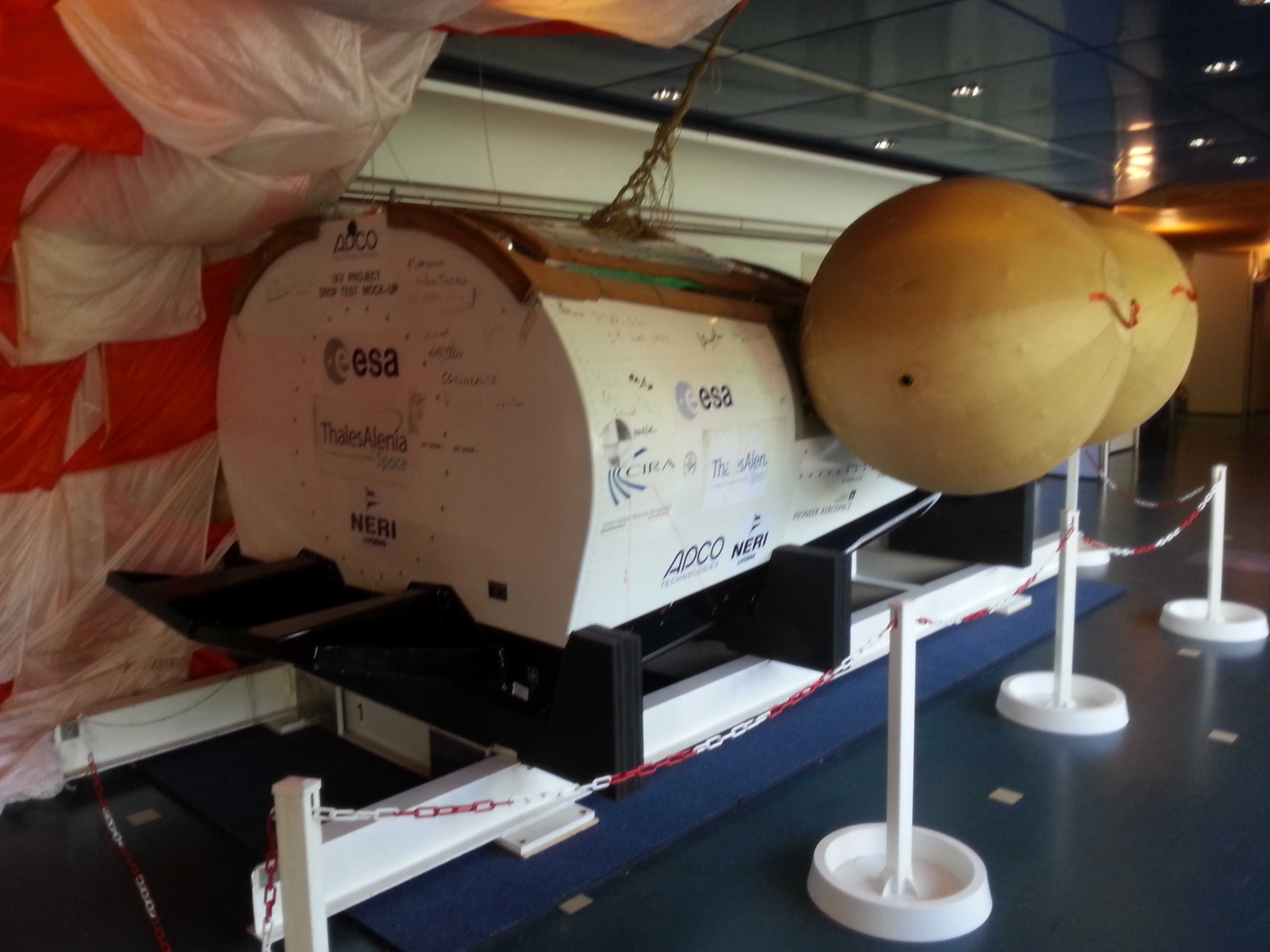
Vue arrière d'une maquette de l'IXV utilisée pour des tests de parachutage et d'amerrissage

## Le consortium industriel
Thales Alenia Space Italie (Turin) est responsable des phases de conception, de développement et d'intégration de l'IXV. La société est le chef de file d'un consortium d’une quarantaine de sociétés, universités et organismes de recherche de dix pays européens. L'un des principaux intervenants est Dassault Aviation, qui a la responsabilité des bases de données aérodynamiques et aérothermodynamiques, ainsi que de l’expérimentation en vol. Parmi les industriels impliqués figurent également :
- Herakles, désormais Safran Ceramics ( France), qui a conçu et réalisé l’ensemble du bouclier thermique et le nez en matériau Composite à matrice céramique ;
- CFS Engineering ( Suisse) ;
- CIRA Centre italien de recherche aérospatiale ( Italie) ;
- ETH Eidgenössische Technische Hochschule Zürich - École polytechnique fédérale de Zurich ( Suisse) ;
- La Sapienza - université de Rome ( Italie) ;
- NLR Nationaal Lucht- en Ruimtevaartlaboratorium ( Pays-Bas) ;
- Onera ( France) ;
- R.Tech ( France) ;
- RUAG Aerospace ( Suisse) ;
- STARCS Sjöland & Thyselius Aerodynamic Research Centre AB ( Suède) ;
- VKI Von Karman Instituut - Institut von Karman de dynamique des fluides ( Belgique).
- Thales Avionics Electrical Motors ( France) ;